# Pruszcz Gdański
Pruszcz Gdańskiⓘ (em cassúbio: Pruszcz, Pruszcz Gduńsczi; em alemão: Praust) é um município localizado no norte da Polônia. Pertence à voivodia da Pomerânia, no condado de Gdańsk, às margens do rio Radunia, pertencente à aglomeração da Tricidade e adjacente à parte sul de Gdansk.
Pruszcz Gdański fica na saída de Gdansk pela estrada nacional n.º 91 e da principal linha de trem para Varsóvia. Ao sul da cidade, começa o desvio da Tricidade e, não muito longe dali, há também o entroncamento da estrada Rusocin, início da autoestrada A1.
Estende-se por uma área de 16,5 km², com 32 270 habitantes, segundo o censo de 31 de dezembro de 2024, e é a décima terceira cidade em termos de população na voivodia da Pomerânia.

## Meio ambiente
Pruszcz Gdański fica na junção do Żuławy Wiślane (Pântano do Vístula) e Pojezierze Kaszubskie (Distrito do Lago Cassúbio), tendo um grande impacto na diversidade de tipos de paisagem nas imediações. O rio Radunia atravessa a cidade. O início do Canal Radunia está localizado na cidade. O desenvolvimento da cidade está concentrado principalmente aos pés da região dos lagos da Pomerânia Oriental e passa suavemente em direção à planície do delta do rio Vístula.
Segundo dados de 2005, Pruszcz Gdański tem uma área de 16,47 km², incluindo:
- Terras agrícolas: 26%;
- Terras florestais: 0%.

A cidade representa 2,08% da área do condado de Gdańsk.
A intensa precipitação em julho de 2001 fez com que o estádio de futebol, a sede do então Centro esportivo e recreativo (MOSiR) e os porões das casas próximas à rua Mickiewicza ficassem submersos, onde a água do rio Radunia começou a vazar dos bueiros do sistema de tempestades. O Canal Radunia também transbordou para as ruas Grunwaldzka e Krótka, inundando os porões e os andares térreos das casas vizinhas. Como resultado desses incidentes, foi iniciada a construção de reservatórios de retenção. O primeiro foi um reservatório no córrego Rotmanka, que foi duplicado alguns anos depois por um segundo. Posteriormente, foram construídos reservatórios abertos na rua Obrońców Wybrzeża e no conjunto habitacional Komarowo. As galerias pluviais sob as ruas Wojska Polskiego, Kochanowskiego, Korzeniowskiego, Słowackiego, Skalskiego, Kasprowicza, Olszewskiego e Strzeleckiego também foram reconstruídas, armazenando água em tubos com uma seção transversal maior, e sete reservatórios de retenção subterrâneos foram construídos nas ruas: Grunwaldzka, perto da sede da OREW, Podkomorzego, Olszewskiego, Azaliowa, perto do playground do Centro de Cultura e Esportes e dois reservatórios na rua Powstańców Warszawy. Considerações sobre a proteção contra enchentes resultaram na construção de 11 reservatórios na cidade, o último dos quais, com uma área de 17 600 metros quadrados e uma capacidade de mais de 15 000 metros cúbicos, foi construído no córrego Rotmanka. Entre 2021 e 2022, a um custo de mais de 12 milhões de zlótis, outro reservatório foi construído na área da rua Garncarska para reduzir o influxo de água no Struga Gęś.

## História

### Pré-história
Os primeiros colonos apareceram na área ocupada pela atual cidade por volta do século VIII a.C. A proximidade do assentamento com o mar Báltico foi um fator favorável ao seu desenvolvimento. No período do Império Romano, a cidade era um dos principais portos da antiga foz do rio Vístula. Foi lá que a manufatura floresceu e que chegou a maioria das expedições de comerciantes que viajaram pela Rota do Âmbar do século II a.C. ao século IV d.C. Durante o trabalho arqueológico em sítios localizados na área da cidade, os arqueólogos encontram sepulturas, urnas funerárias, produtos de bronze, vidro ou âmbar, bem como moedas romanas ou árabes — em termos de número de monumentos e sítios arqueológicos, a atual Pruszcz fica atrás apenas de Gdansk. Em outubro de 2014, o cachimbo mais antigo da Polônia, que remonta à influência fenícia ou árabe e tem até 2 500 anos, foi descoberto na área de Pruszcz. O período da migração de povos, que durou do século IV ao VII, foi um período de declínio para o funcionamento do centro comercial na área de Pruszcz, causado pela queda do Império Romano e pelo recuo da costa marítima, como resultado do qual as funções portuárias na foz do Vístula foram assumidas por Gdansk, que foi fundada mais tarde.

### Idade Média
A Idade Média foi um período em que os duques da Pomerânia e os cavaleiros locais governavam os assentamentos próximos a Pruszcz. Os registros históricos contêm várias histórias sobre magnatas locais — Bartolomeu e Pedro de Rusocin, Jaroslaw de Osiek ou Chwalimir e Wojciech Stefanovic. Em 18 de outubro de 1367, em virtude de um documento emitido pelo comandante de Gdansk, Ludwig von Essen, a vila foi fundada sob a lei alemã, o que, no caso de Pruszcz, significou uma reorganização do assentamento existente anteriormente. No auge da Ordem Teutônica, os cavaleiros monásticos fizeram vários investimentos, transformando a vila de Pruszcz em uma base para a cidade fortificada de Gdansk. Os Cavaleiros Teutônicos também concederam privilégios significativos a Pruszcz.

### Primeira República

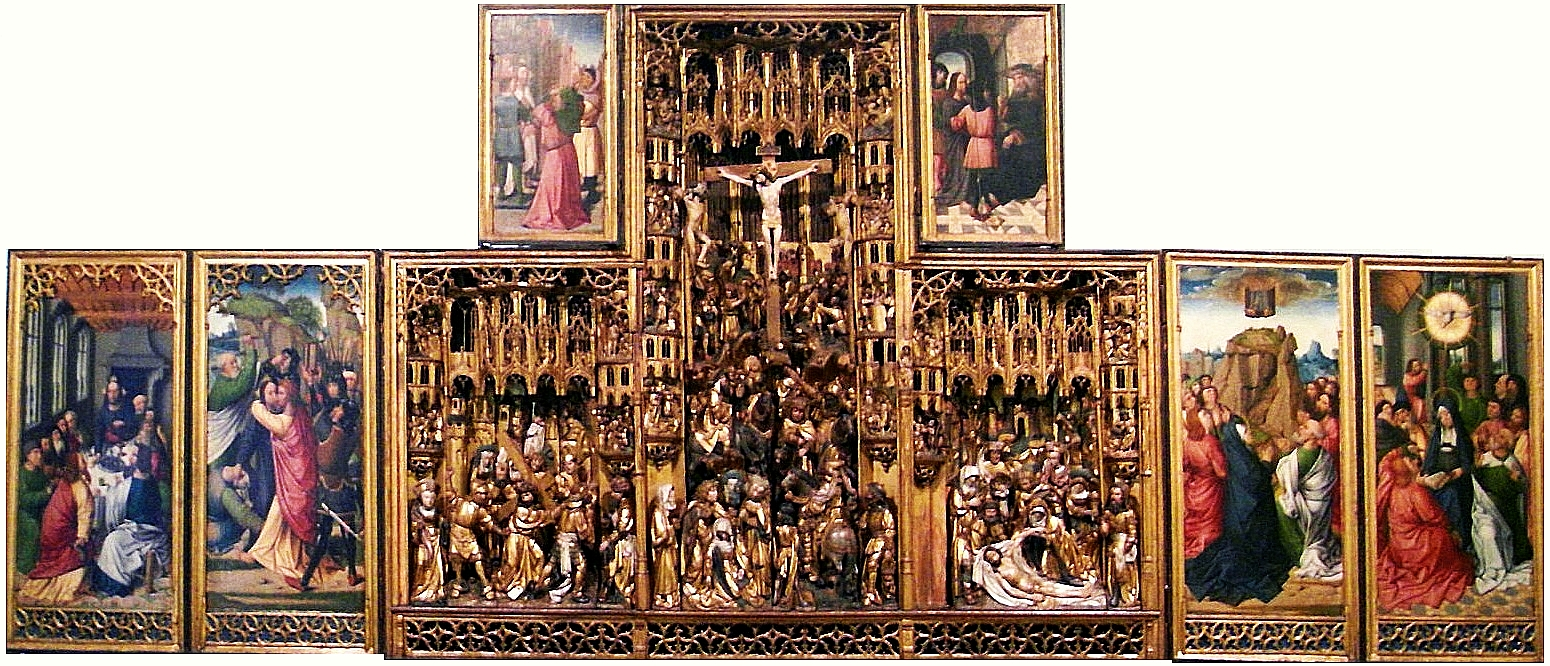
Altar da Crucificação do século XVI da igreja da Exaltação da Santa Cruz (atualmente no Museu Nacional de Varsóvia)

Durante a Guerra dos Treze Anos, as tropas polonesas ficaram estacionadas em Pruszcz e, após o fim da guerra, a vila passou a fazer parte do patrimônio municipal de Gdansk. A aldeia pertencente ao território de Gdańska Wyżyna da cidade de Gdansk estava localizada, na segunda metade do século XVI, na voivodia da Pomerânia.
Pruszcz sempre pertenceu a Gdansk e, por isso, entre outras coisas, pagava tributos à cidade. Até hoje, sobreviveram documentos que listam com precisão a propriedade de Pruszcz, por exemplo, em 1793 Pruszcz tinha 295 cavalos, 53 touros, 119 vacas (incluindo 113 vacas-leiteiras), 26 bezerros, 294 porcos, 74 leitões e 10 colmeias. Situada em um ponto estratégico no caminho para Gdansk, era frequentemente visitada por reis. Entre os dignitários que visitaram Pruszcz, ou passaram algumas noites lá, estavam Sigismundo I, o Velho, Sigismundo II Augusto, Sigismundo III Vasa, João II Casimiro Vasa, João III Sobieski (31 de julho de 1676), Estanislau Leszczyński ou Augusto II, o Forte. Os conflitos armados subsequentes deixaram vários rastros em Pruszcz. O vilarejo era frequentemente uma base para exércitos sucessivos. Após as partições da Polônia, Pruszcz se viu na partição prussiana.

### Divisão prussiana e Cidade Livre de Gdansk
Nas crônicas da cidade, há referências ao grande incêndio de 1801 (a igreja não foi queimada). O início do século XIX também deixou sua marca em Pruszcz. Em 1807, soldados franceses montaram um depósito de pólvora na igreja de Pruszcz. Desse local, o marechal Lefebvre dirigiu a conquista de Gdansk. A partir de 1807, a cidade ficou nos limites da República de Danzigue. Em 1812, Napoleão passou por Pruszcz Gdański. De janeiro a 26 de março de 1813, a cidade foi o quartel-general do exército russo comandado para capturar a Gdansk de Napoleão. Após a derrota de Napoleão, Pruszcz voltou ao domínio prussiano. Em 1831, um dos surtos de uma epidemia de cólera ocorreu na cidade. Os habitantes falecidos de Pruszcz e dos arredores (80 pessoas no total) foram enterrados no cemitério de cólera não preservado atrás do rio Radunia e lembrados com uma cruz alta de ferro fundido.

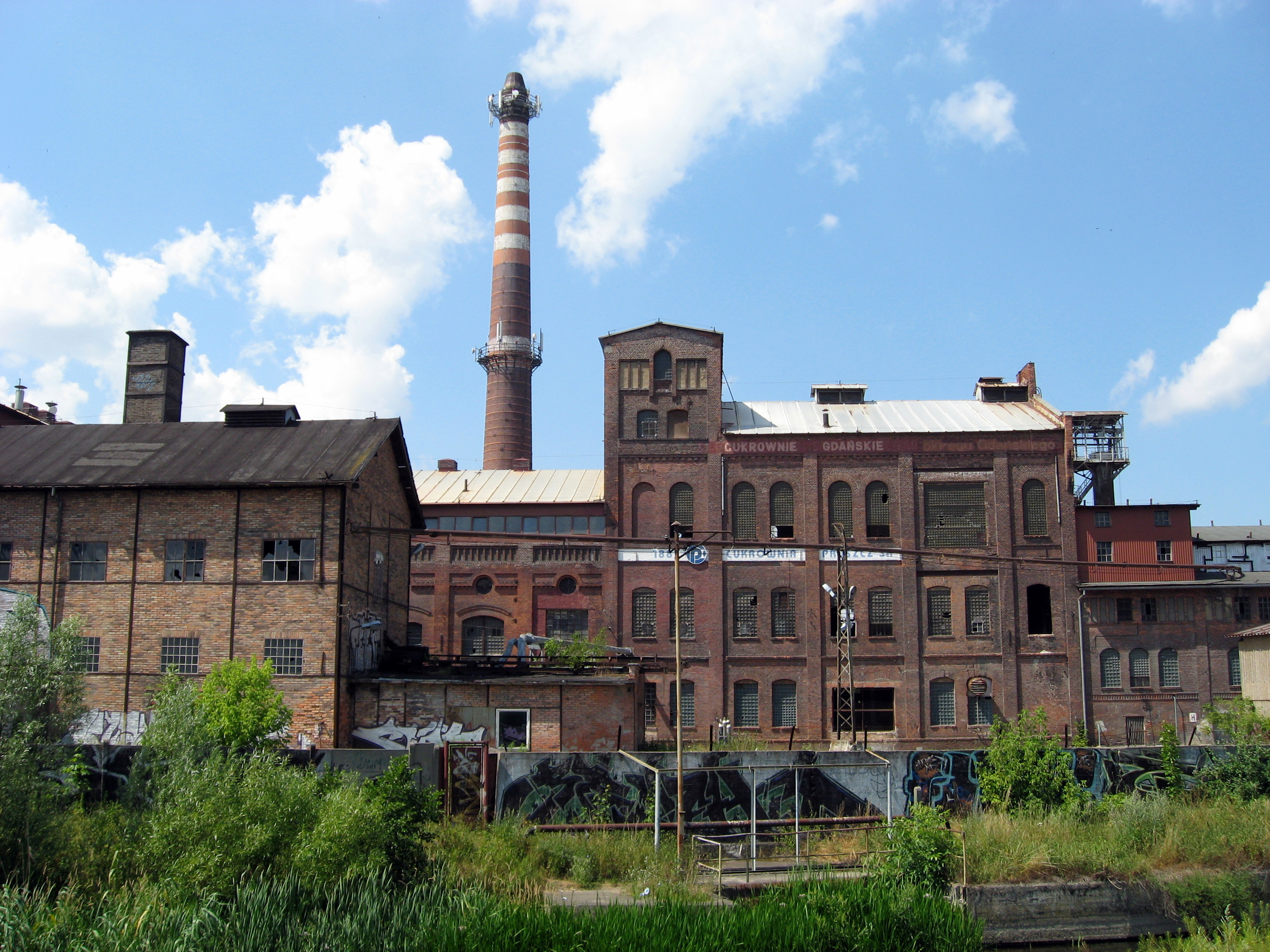
Usina de açúcar construída em 1881 (foto de 2010)

O domínio prussiano afrouxou os laços entre Pruszcz e Gdansk. Os camponeses foram emancipados e a cidade deixou de possuir terras em Pruszcz. As taxas para Gdansk também foram abolidas. A partir de 1818, Pruszcz passou a fazer parte do condado de Danzig e se tornou um centro administrativo relativamente importante — entre 1824 e 1844, foi a sede do landrat do condado de Danzig, Samuel Abraham Treuge, posteriormente transferido para Gdansk. A partir de 1887, Pruszcz passou a fazer parte dos limites do condado de Danziger Höhe. Em 1820, Pruszcz tinha uma população de 740 pessoas, em 1848 já era de 1556. Nos anos de 1875 a 1880, Pruszcz foi a cidade com a população que mais cresceu entre todas as cidades e comunas da então província da Prússia Ocidental (em 1 de dezembro de 1880, tinha 2135 habitantes, um aumento de 375 pessoas em 5 anos; e em 1 de dezembro de 1885 — 2369 habitantes). Em 1831, uma epidemia de cólera atingiu a cidade. Na primeira metade do século XIX, vários investimentos começaram a ser feitos em Pruszcz, bem como a modernização da infraestrutura existente. Surgiram novas estradas e pontes sobre o rio Radunia e, em 5 de agosto de 1852, foi inaugurada a linha ferroviária de Berlim, via Bydgoszcz, para Gdansk. Também foram iniciadas obras intensivas de controle de enchentes no Canal Radunia. A virada dos séculos XIX e XX foi marcada por mais investimentos, pavimentação de estradas, implantação de linhas telefônicas (1900) ou iluminação pública elétrica (28 de agosto de 1902). Em 1879–1881, por iniciativa do Dr. Hermann Wiedemann, uma usina de açúcar foi inaugurada em Pruszcz, a maior planta industrial da região. Entre 1892 e 1894, foi construído um hospital, batizado de Hospital Wiedemann em homenagem ao seu iniciador e primeiro administrador. Naquela época, a cidade também se tornou um centro de comércio local — as feiras foram realizadas aqui a partir de 22 de outubro de 1889. Em 1900, foi fundada uma fábrica de laticínios e, dois anos depois, uma escola de laticínios. Em 1910, foi inaugurada uma fábrica de tijolos e, entre 1908 e 1909, foi criada uma brigada de incêndio voluntária. Também em 1909, foi inaugurada uma piscina no que hoje é a rua Chopina.
Após o fim da Primeira Guerra Mundial, Pruszcz se viu nas fronteiras da Cidade Livre de Gdansk, criada em 1920. A partir de maio de 1933, ou seja, com a vitória dos nazistas nas eleições do Volkstag, os nazistas também apareceram na administração de Pruszcz.
Em 1926, um cemitério católico (restaurado em 2021) foi criado na atual rua Wita Stwosza, a oeste do agora extinto lago Trzcinoweg (Rohrsee), do qual permanecem uma avenida de tílias, um portão de tijolos do cemitério e uma cruz de metal com uma placa informativa.

### Segunda Guerra Mundial
Como resultado da agressão do Terceiro Reich contra a Polônia, em 1 de dezembro de 1939, os alemães fizeram ajustes administrativos e incorporaram Pruszcz (com Piecki, Migowo, Ujeścisko, Ostróżek, Lipce, Roszkowo, Juszkowskie Łąki da comuna de Juszkowo, Krakowiecka Kępa da comuna de Płonia Mała) ao condado de Gdańsk-Wieś. Em 1 de abril de 1942, a comuna de Pruszcz foi anexada à cidade hanseática de Gdansk por um decreto do Ministério do Interior do Reich de 26 de março daquele ano. A intenção era construir de 12 mil a 15 mil apartamentos para 60 mil a 75 mil habitantes na área de Pruszcz dentro de alguns anos.

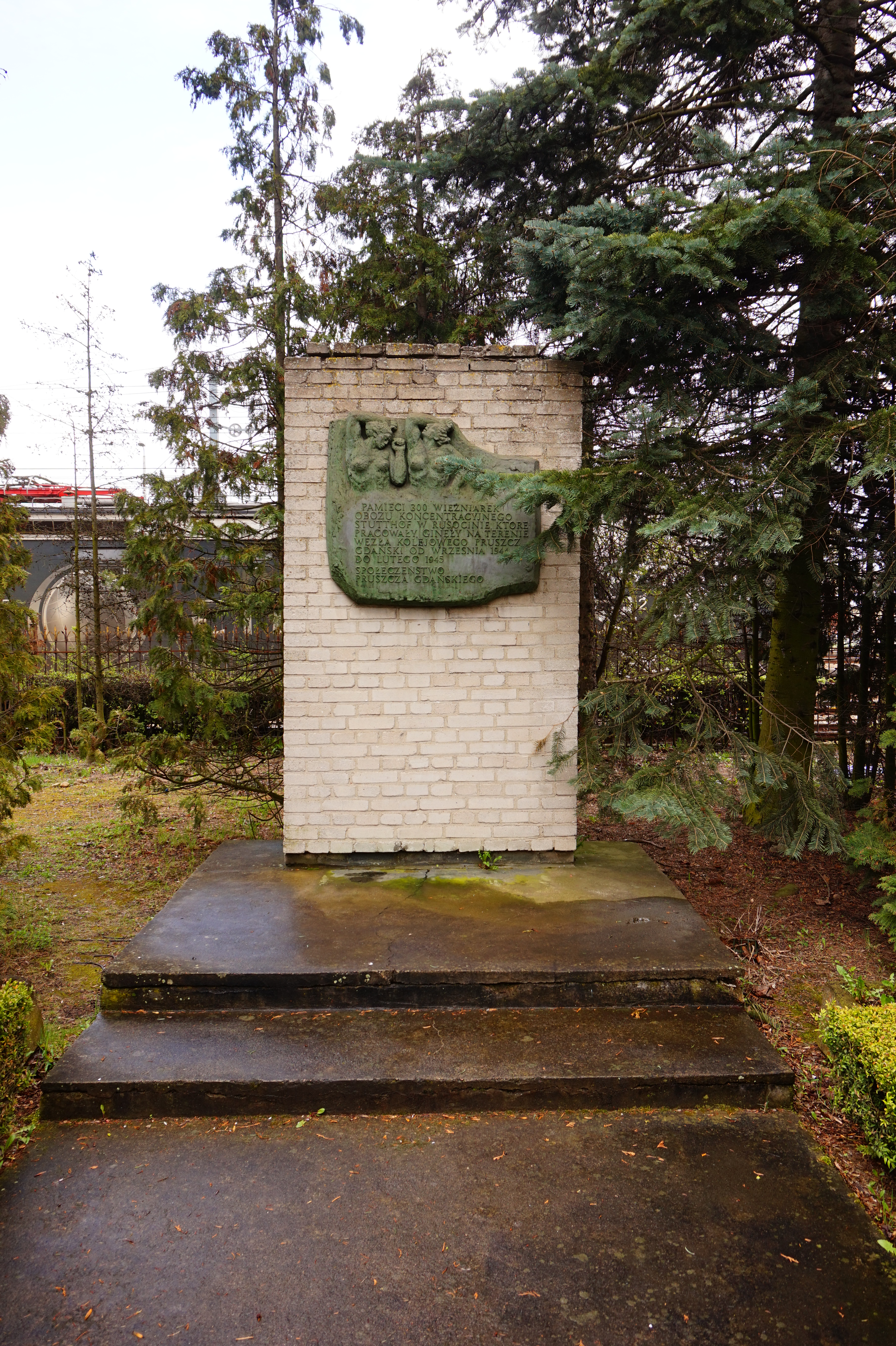
Monumento em homenagem às mulheres prisioneiras do campo de concentração alemão KL Stutthof

Já em meados de agosto de 1939, os alemães começaram a prender representantes da minoria polonesa em Pruszcz e seus arredores. No total, 200 pessoas foram submetidas à repressão, algumas das quais foram enviadas para campos de extermínio nazistas. A administração nazista estabeleceu aqui o subcampo feminino de Praust do campo de concentração KL Stutthof, localizado no local do aeroporto então existente. Durante a guerra, foram realizados trabalhos ao sul de Pruszcz na construção da autoestrada Berlim-Królewiec e, para esse fim, o Reichsautobahnlager RAB-Lager Praust foi instalado aqui. Em janeiro de 1945, alguns prisioneiros da chamada marcha da morte do campo de concentração de Stutthof evacuado passaram por Pruszcz. De 20 a 25 de março, as tropas do 108.º Corpo do Exército e da 46.ª Divisão de Infantaria do 2.º Exército de Choque da Segunda Frente Bielorrussa participaram dos combates para capturar Pruszcz. Em 24 de março de 1945, as tropas soviéticas finalmente romperam as defesas alemãs no rio Radunia e capturaram Pruszcz. Na luta pela cidade, 175 soldados soviéticos foram mortos, e a parte antiga da cidade foi incendiada. Já em 30 de março de 1945, na rua Dworcowa, 4, o Correio — como a primeira instituição polonesa — começou a funcionar, com Sergiusz Czerniaków, o chefe do Correio, que havia chegado de Bydgoszcz. A cidade foi incorporada à Polônia e a população alemã que vivia lá foi desalojada.
As vítimas da Segunda Guerra Mundial foram homenageadas com monumentos às vítimas do KL Stutthof na rua Powstańców Warszawy e na estação ferroviária, uma placa dedicada aos ferroviários assassinados (também na estação) e um monumento no centro da cidade. É um Kriegerdenkmal reconstruído antes da guerra, ou seja, um monumento em homenagem aos soldados prussianos mortos na Primeira Guerra Mundial; no primeiro aniversário da tomada da cidade, foi inaugurado como um Monumento de Gratidão em homenagem aos soldados do Exército Vermelho (então Avenida da Libertação; 26/27 de abril de 2015 foi profanado). Os soldados do Exército Vermelho que caíram nas batalhas para capturar a cidade em 1945 foram enterrados no cemitério da rua Zastawna. O cemitério foi reconstruído entre 1976 e 1977, e um memorial monumental foi inaugurado em 1977. Em 25 de janeiro de 2015, no 70.º aniversário do início da evacuação de KL Stutthof, uma pedra comemorativa foi inaugurada no cruzamento das ruas Grunwaldzka e Mickiewicza.

### Tempos modernos
Após o fim da Segunda Guerra Mundial, todos os atos oficiais das autoridades de ocupação foram declarados nulos e sem efeito e Pruszcz tornou-se novamente uma unidade administrativa autônoma. Até o momento, não foi possível encontrar um documento oficial que concedesse a Pruszcz a condição de cidade. Por outro lado, a partir de 1945, ela começou a aparecer regularmente nas listas oficiais de cidades.
A partir de 1945, oficinas ou fábricas menores, ou maiores começaram a se instalar nos arredores de Pruszcz. Com o passar dos anos, foram surgindo mais e mais investimentos na cidade, embora alguns deles, como o esgoto e o abastecimento de água, tenham durado até o início da década de 1990. As necessidades de alimentação da população eram atendidas por dois restaurantes: Centralna (em um prédio extinto no cruzamento das ruas Grunwaldzka e Chopina) e Zacisze. Em 1 de maio de 1968, a eles se juntou o Rotunda, que tinha festas dançantes.
Em 1 de setembro de 1981, o Monumento à Vitória, Paz e Liberdade foi inaugurado na praça que agora leva o nome de João Paulo II.
De 1945 a 1998, a cidade pertenceu continuamente à voivodia de Gdansk. Até 31 de março de 2020, era a sede da comuna rural de Pruszcz Gdański (formalmente apenas até 31 de dezembro de 2017).
Desde o início do século XXI, muitos grandes investimentos foram feitos na cidade, como a reconstrução completa do centro da cidade (o chamado “Novo Centro de Pruszcz”), a construção do Parque Cultural Internacional do Báltico, a criação de vários centros de logística ou a construção de um desvio da cidade. De 2008 a 2010, os gastos de investimento da cidade em infraestrutura técnica totalizaram 1.637,24 PLN por habitante, a maior proporção na voivodia. Para 2009–2011, esse indicador foi ainda maior (1748,37 PLN), o que colocou a cidade nessa categoria na vanguarda de todas as cidades distritais do país. Entre 2011 e 2014, a cidade obteve 50 milhões de PLN de fontes de financiamento externas (incluindo 39 milhões de PLN da UE), e suas despesas de investimento totalizaram 152 milhões de PLN (incluindo 91 milhões de PLN para estradas, mais de 23 milhões de PLN para educação e mais de 12 milhões de PLN para habitação).
Em 6 de novembro de 2012, o Consulado Honorário da República da Turquia foi inaugurado na cidade, logo transferido para Gdansk.
Em 26 de abril de 2014, um conjunto de esculturas particulares do Professor Czesław Dźwigaj chamado “Via Sancta Jana Pawła II” foi exposto na Praça Jana Pawła II.”
Em 2014, foi implementada a primeira edição do orçamento participativo, na qual foram apresentados 54 projetos, dos quais 18 projetos para grandes tarefas (até o valor de 500 mil PLN) e 18 para pequenas tarefas (até o valor de 70 mil PLN) foram verificados positivamente. 4 139 pessoas participaram da votação (incluindo 2 474 pela Internet) de aproximadamente 23 mil pessoas elegíveis.
Em 2016, foi iniciada a construção de um prédio de ambulâncias (a um custo de 8,3 milhões de PLN), que foi entregue para uso em setembro de 2017. Por sua vez, em 2019–2020, a um custo de 6,6 milhões de PLN, o prédio da Sede do Distrito Policial foi ampliado com uma nova ala de 650 m², que foi entregue em 9 de março de 2021.
Em 2021, foi realizada a renovação do parque na rua Wita Stwosza, que foi um cemitério católico entre 1926 e 1946, a expansão do cemitério na rua Cicha a partir de 2000 em 1,61 ha (2906 lotes) e a reconstrução da rua Spokojna ao lado do antigo cemitério municipal. Um monumento às vítimas de Katyn foi erguido no antigo cemitério na forma de um obelisco de concreto irregular com uma águia do pré-guerra colocada no centro.

## Demografia
Conforme os dados do Escritório Central de Estatística da Polônia (GUS) de 31 de dezembro de 2024, Pruszcz Gdański é uma cidade pequena com uma população de 32 270 habitantes (13.º lugar na voivodia da Pomerânia e 137.º na Polônia), tem uma área de 16,5 km² (20.º lugar na voivodia da Pomerânia e 390.º lugar na Polônia) e uma densidade populacional de 1 961 hab./km² (5.º lugar na voivodia da Pomerânia e 51.º lugar na Polônia). Entre 2002–2024, o número de habitantes aumentou 40,9%.
Os habitantes de Pruszcz Gdański constituem cerca de 24,30% da população do Condado de Gdańsk, constituindo 1,37% da população da voivodia da Pomerânia.
| Descrição                         | Total      | Total    | Mulheres   | Mulheres | Homens     | Homens   |
| --------------------------------- | ---------- | -------- | ---------- | -------- | ---------- | -------- |
| unidade                           | habitantes | %        | habitantes | %        | habitantes | %        |
| população                         | 32 270     | 100      | 16 799     | 52,1     | 15 471     | 47,9     |
| área                              | 16,5 km²   | 16,5 km² | 16,5 km²   | 16,5 km² | 16,5 km²   | 16,5 km² |
| densidade populacional (hab./km²) | 1 961      | 1 961    | 1 021,7    | 1 021,7  | 939,3      | 939,3    |

## Arquitetura

### Monumentos registrados no Registro de Monumentos Imóveis da voivodia da Pomerânia

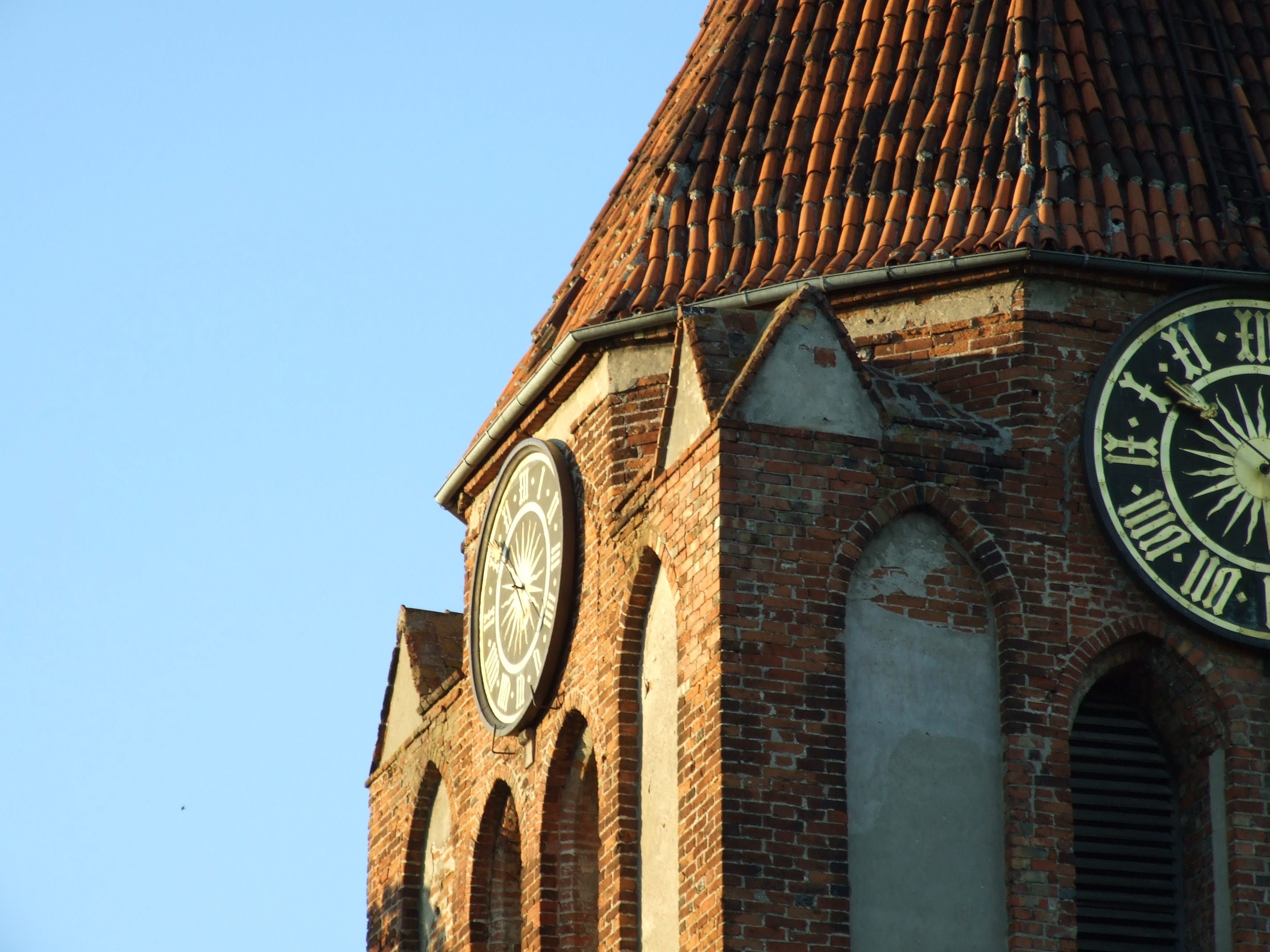
Igreja da Exaltação da Santa Cruz

- Igreja paroquial da Elevação da Santa Cruz com a casa do pároco — atualmente uma biblioteca pública, um portão do cemitério e a área ao redor da igreja com uma capela pré-enterrada, parede da igreja e árvores antigas, rua Wojska Polskiego, 34. O templo foi construído antes de 1367 em estilo gótico. O prédio da igreja é de tijolos, com três naves, com uma abóbada estrelada sobre as naves e uma abóbada em cruzaria sobre o presbitério. Em 1433, ela foi incendiada pelos hussitas, em 1460 pelos Cavaleiros Teutônicos e em 1577 sofreu durante as batalhas entre Batory e Gdansk. De 1585 a 1945, esteve nas mãos dos protestantes. Em 1801, foi um dos poucos edifícios que sobreviveram ao incêndio da cidade, mas em 1807 serviu brevemente como depósito de pólvora para as tropas de Napoleão. Sobreviveu à Segunda Guerra Mundial sem grandes danos. Em 5 de setembro de 1948, foi fundada como uma filial da igreja paroquial e, em 10 de novembro de 1980, como o centro da recém-criada paróquia católica. O mobiliário da igreja foi preservado, com móveis ricos, esculpidos em madeira e policromados, incluindo um púlpito renascentista de 1578, uma galeria e um prospecto de órgão barroco. No eixo da entrada principal da igreja há um portão de cemitério construído em 1648. No lado norte do templo há um necrotério neogótico da segunda metade do século XIX. Em frente à igreja (rua Wojska Polskiego, 34) há um prédio do antigo presbitério evangélico construído em 1755, em frente ao qual há dois pilares de granito no tipo de prebendas de Gdansk com a data de 1651. Depois de 1945, um prédio residencial. Desde 1962, o andar térreo e, desde 1990, todo o edifício é ocupado por uma biblioteca. No interior do edifício, há policromias preservadas do século XVIII (descobertas no primeiro andar do edifício em 2010), móveis (lustre antigo, armários, mesa de cartas) e molduras de portas originais e portas com acessórios. Segundo a lenda urbana, os porões murados escondem uma passagem subterrânea para a igreja. Durante a reforma do edifício, entre outras coisas, o esqueleto de um gato foi encontrado sob o piso. Em 2020–2021, planeja-se demolir o anexo da década de 1970, construir um novo edifício adjacente e restaurar a cerca histórica do século XIX que existia até a década de 1970.[38]
- Casa de Wiedemann — casa residencial na rua Krótka, 6 de c. 1800 — um museu planejado da cidade, a antiga casa do Dr. Hermann Wiedeman, uma grande reforma do edifício começou em 2017 (custo estimado de 3,9 milhões de zlotys)[39]
- Casa residencial, rua Grunwaldzka, 23

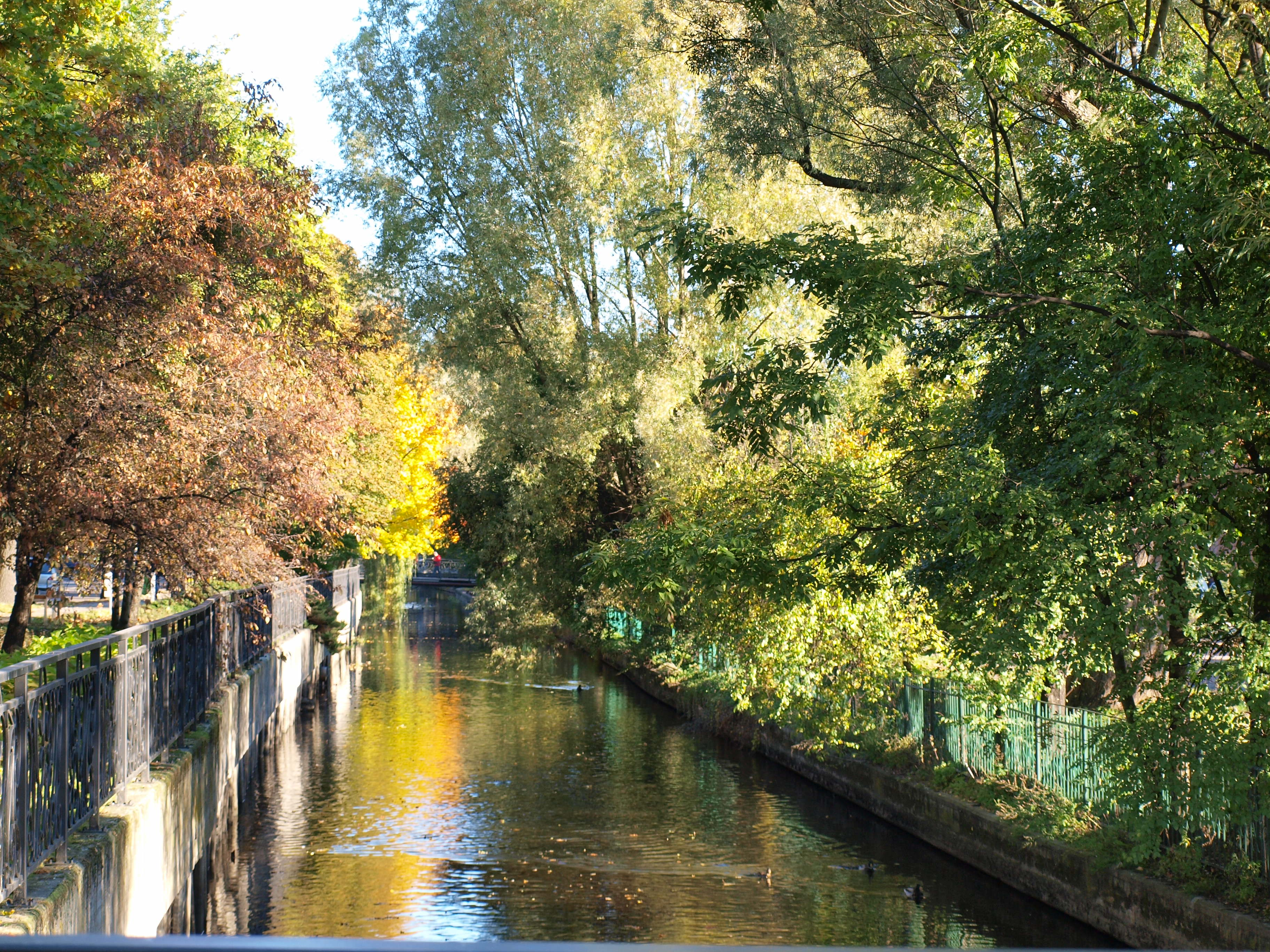
Canal Raduni

- Canal Raduni — canal com dique, edifícios de acompanhamento e vegetação ao longo de toda a extensão da instalação — da eclusa a oeste de Pruszcz Gdański até a foz do canal no rio Stare Motława em Gdansk
- Complexo da usina de açúcar Pruszcz — portaria com portões e muralha, prédio do escritório principal, casa da caldeira principal, usina de processamento de matéria-prima, prédio técnico e de produção, prédio de filtração, casa de embalagem, casas de fermentação, casa de secagem, armazém de açúcar, armazém de mel, forno de cal, ferraria, residência dos acionistas, casa do diretor, rua Chopina, 17
- Igreja paroquial de Nossa Senhora do Perpétuo Socorro com um terreno e árvores antigas, rua Chopina, 3
- Complexo do moinho na rua Wojska Polskiego, 42: o prédio do moinho com 2 dependências vizinhas, um pátio e um muro, bem como móveis internos (quatro pares ativos de máquinas de ordenha da década de 1920, um balcão, contêineres para produtos de cereais); construído por Friedrich Weigl na década de 1920, substituiu o moinho que funcionava nesse local desde a Idade Média.[40][41]

### Outros monumentos

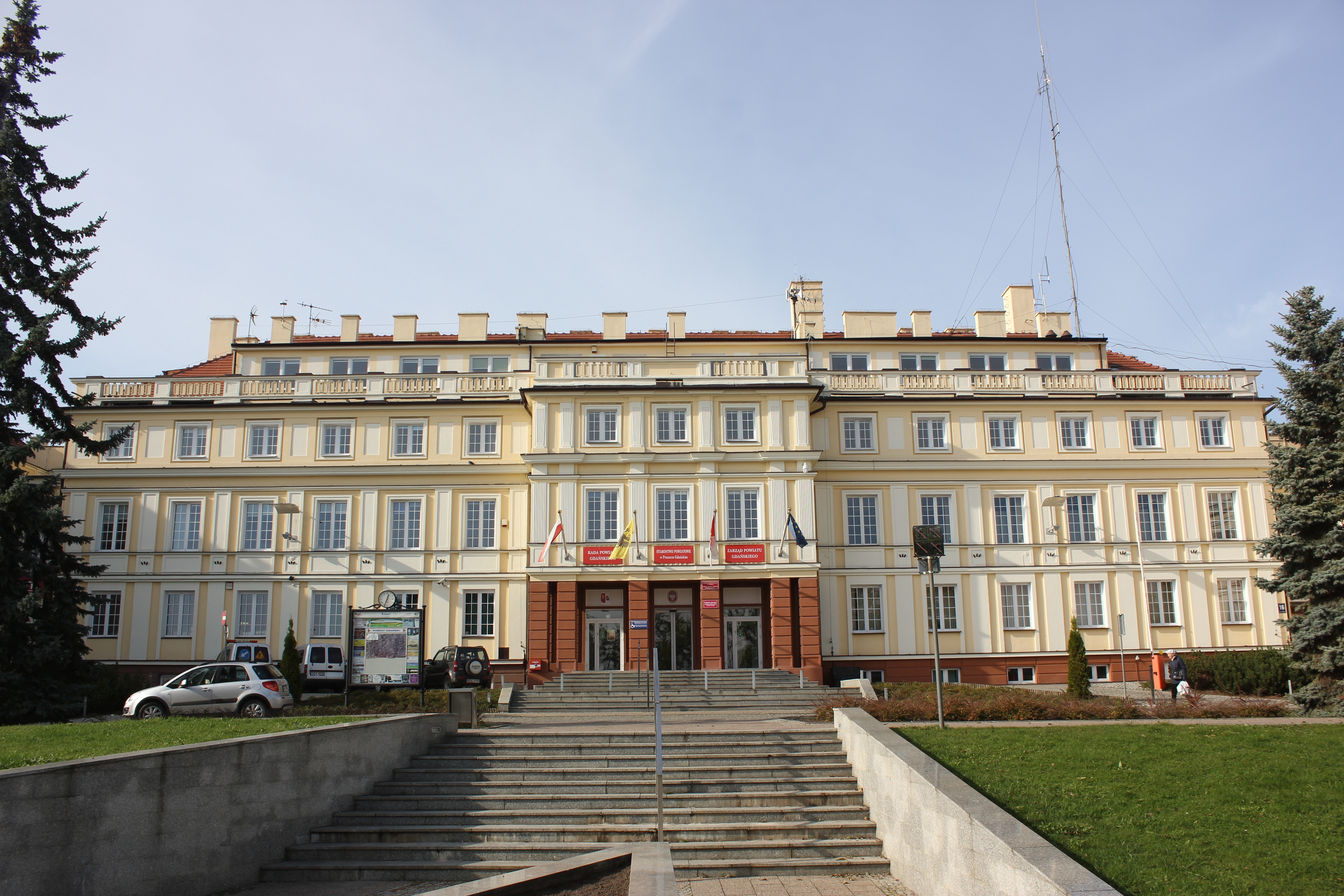
Edifício da autoridade distrital

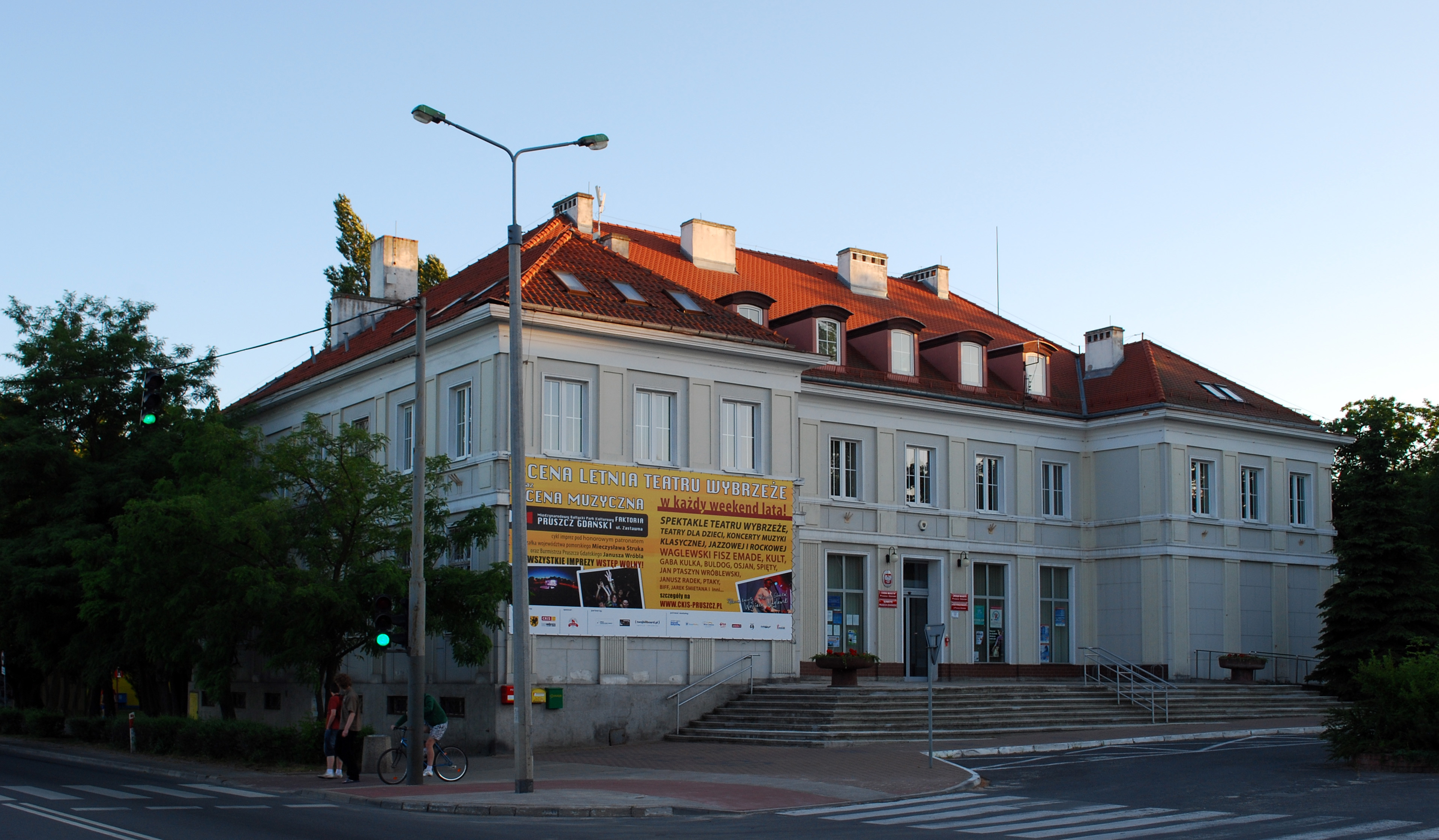
Prefeitura

- Edifício da usina hidrelétrica de 1921.
- Prédio da rua Chopina, 12 — até 1989, a sede do Conselho Nacional Municipal (a atual prefeitura foi ocupada pelo KM PZPR até 1989).[42]
- Edifício de 1906, rua Grunwaldzka, 12.
- Edifício da Procuradoria na rua Wojska Polskiego, 7 - originalmente uma escola primária, em 1939 um centro de detenção para poloneses locais.
- Prédio de um posto de gasolina desativado, existente nesse local inalteradamente desde pelo menos 1928, com a entrada e a saída originais do posto preservadas,[43][44] desde 2013 no registro municipal de monumentos;[45] rua Grunwaldzka
- Edifício do Escritório do Condado, rua Wojska Polskiego, 16, da década de 1950, no estilo realista socialista.
- Mansão Russotschin, rua Grunwaldzka, 71.
- Casa residencial do século XIX, rua Chopina, 22.
- A casa do moleiro, rua Wojska Polskiego, 44, da década de 1830; o trabalho de revitalização começou em fevereiro de 2020, após a conclusão do qual o cartório será instalado aqui. No interior, está planejada a reconstrução de um fogão de azulejos neo-renascentista da década de 1830.[46]
- Casa de moradia do final do século XIX, rua Grunwaldzka, 31 — térrea, com um sótão aproveitável. Telhado de mansarda, com janelas de mansarda, com acabamento em madeira. Entrada principal com alpendre, escadas e cobertura metálica decorativa. Alpendre e escadas ladeados por balaustrada decorativa. Janelas e portas antigas em madeira preservadas e portão de entrada em ferro forjado. No pátio, uma bomba manual preservada (a única na cidade), restaurada em 2014
- Adegas dos séculos XIV-XVIII e XIX, descobertas em junho de 2018, que são os restos de um moinho e celeiro teutônicos do século XIV que funcionaram até a primeira metade do século XIX, localizados na atual estação de energia hidrelétrica no Canal Raduni. O moinho de seis estágios usava uma eclusa para regular a distribuição das águas do Raduni no Canal Raduni. Ele pertencia à cidade de Gdansk e servia de apoio ao Grande Moinho. Para proteger o moinho e a eclusa, foi construído aqui um bastião (uma fortificação de tijolo ou madeira-terra na forma de um bastião defensivo baixo e atarracado), capturado em 23 de agosto de 1460 durante o avanço inesperado do exército dos Cavaleiros Teutônicos de Chojnice em Gdansk durante a Guerra dos Treze Anos. Em 1619, o bastião, o moinho e o equipamento do moinho foram modernizados por Jan Strakowski e Abraham van den Blocke. O contorno do porão se projeta de 1,5 a 2 metros além do contorno do edifício do século XVIII na rua Zastawna, 10, que abrigava um restaurante na virada do século XX. A Câmara 1 de tijolos góticos, medindo 32x15x7,5 e coberta por uma abóbada de coletor com um vão de 6 metros, está bem preservada e ventilada. Os tijolos da abóbada estão dispostos de frente. A câmara adjacente n.º 3, coberta por uma abóbada cruzada, pode datar do século XVII ou XVIII. Ela está conectada à câmara vizinha n.º 2 por uma passagem fechada com tijolos.[47][48]

Casas antigas e sobrados selecionados de Pruszcz Gdański:
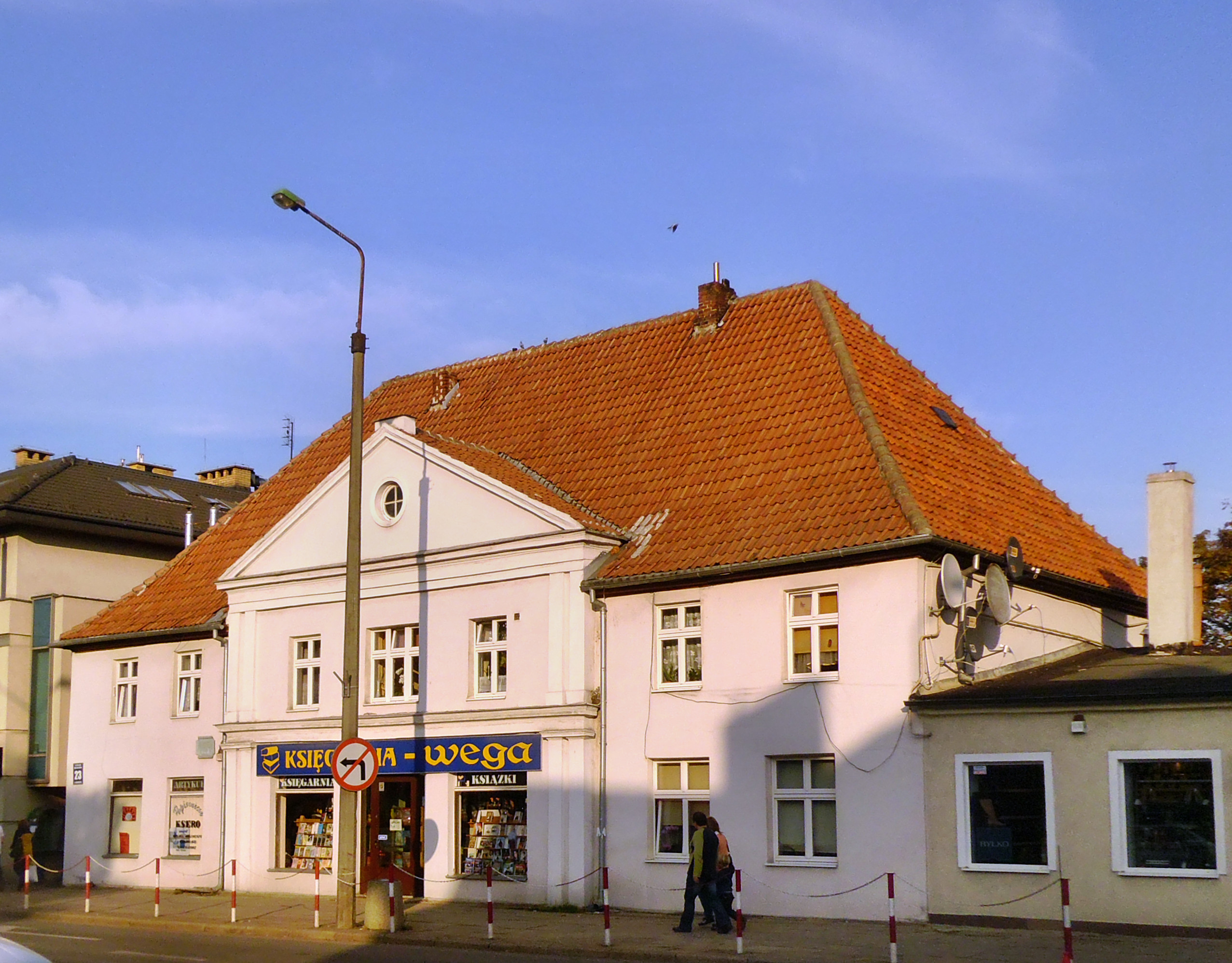
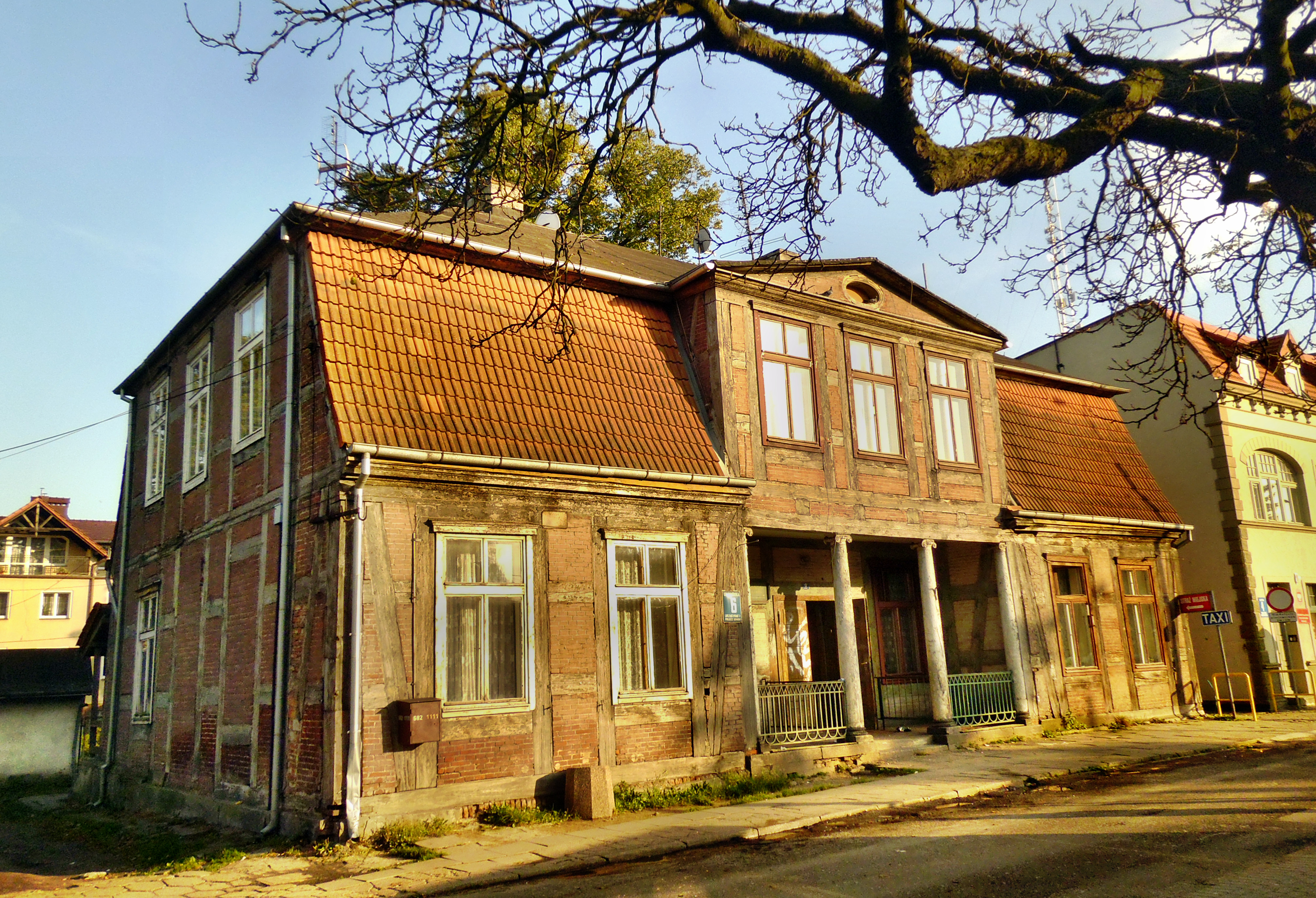
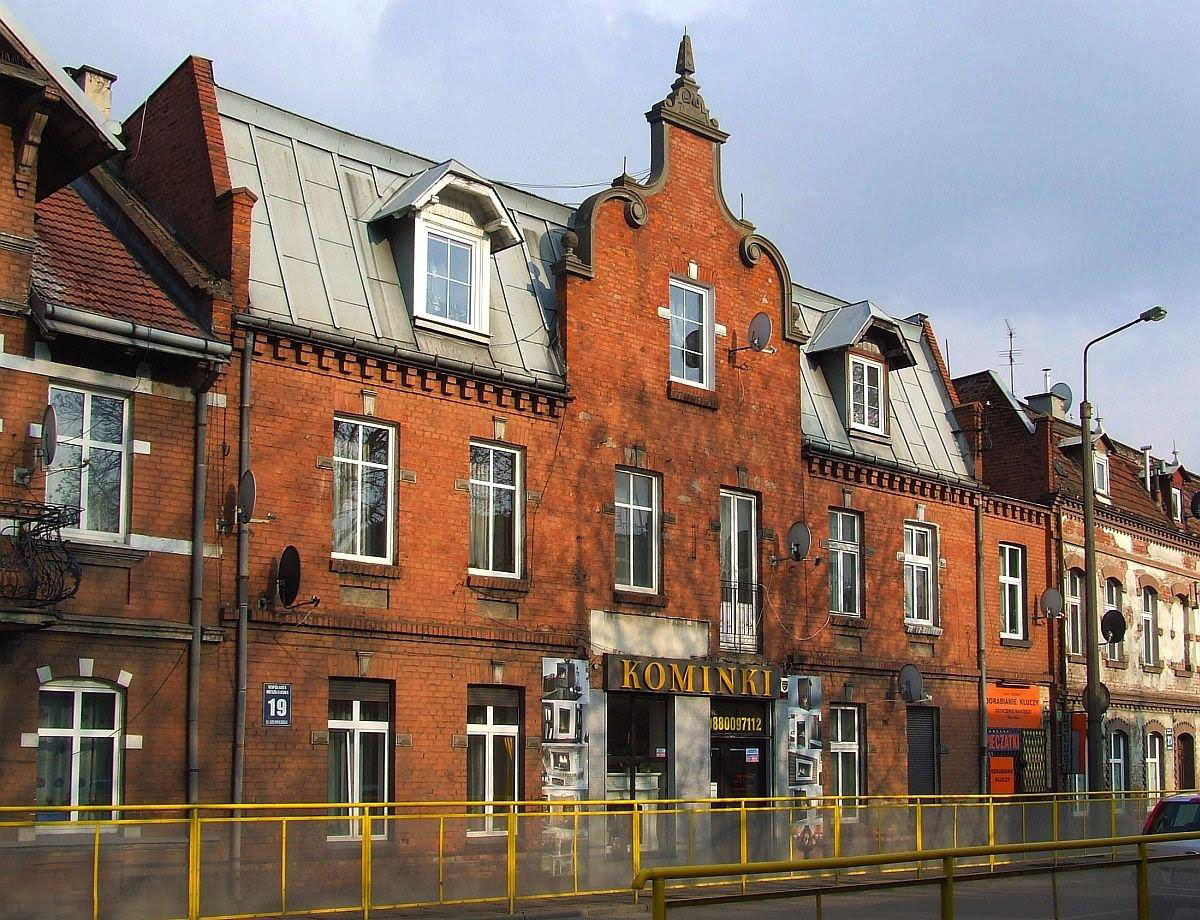
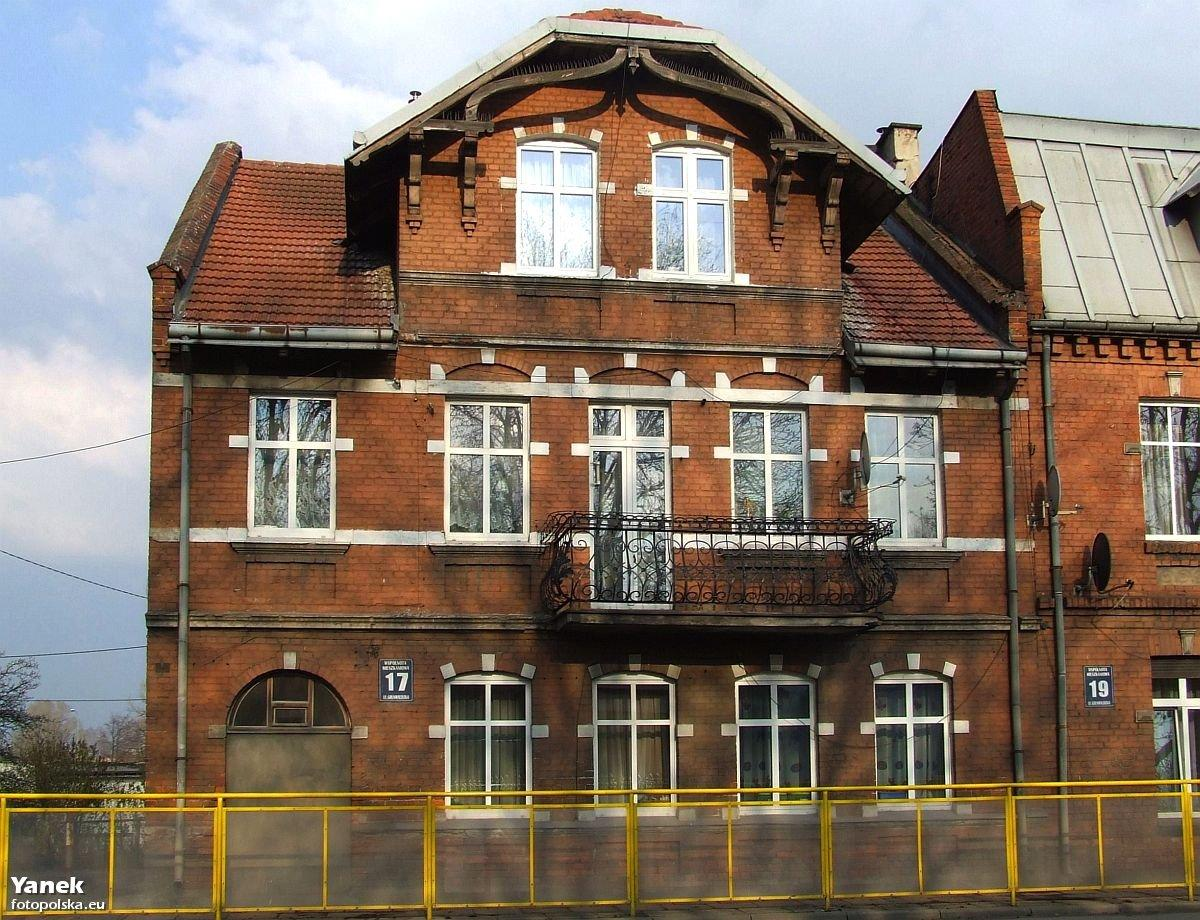
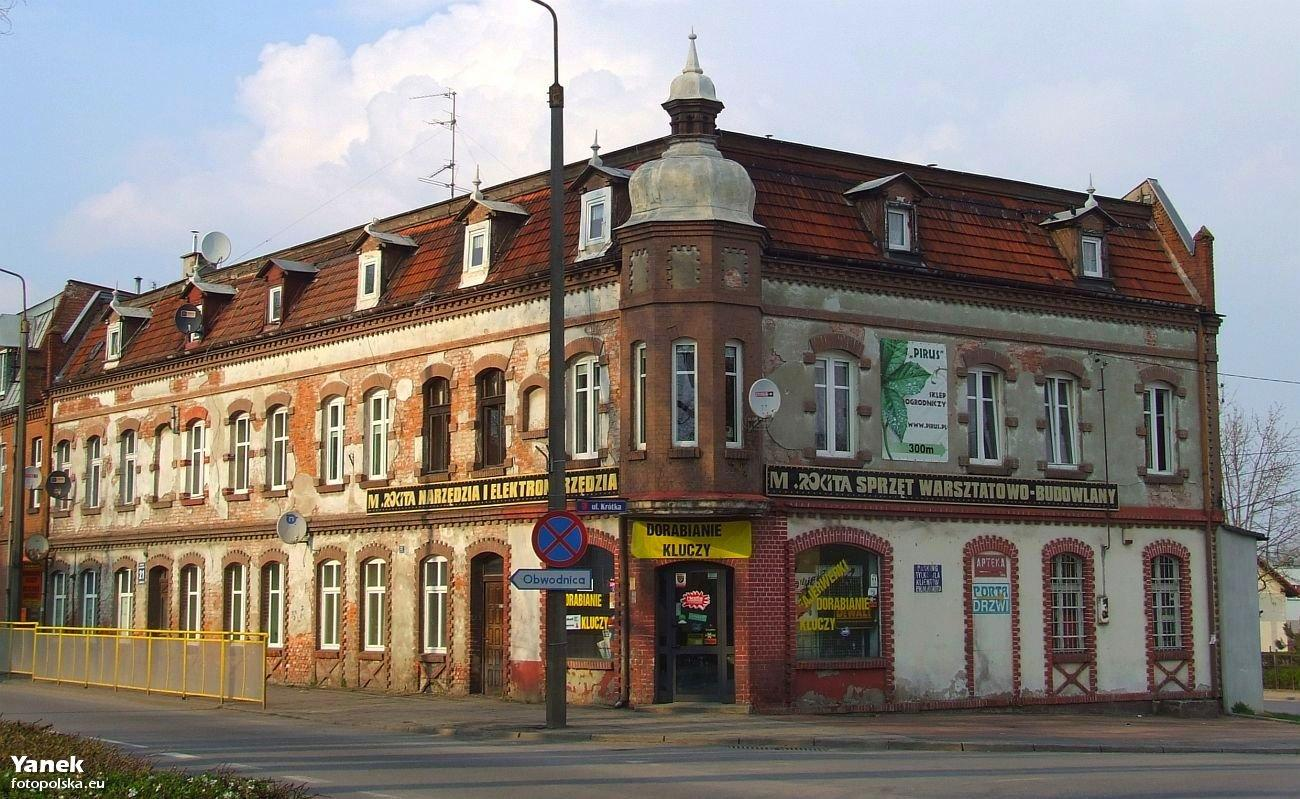
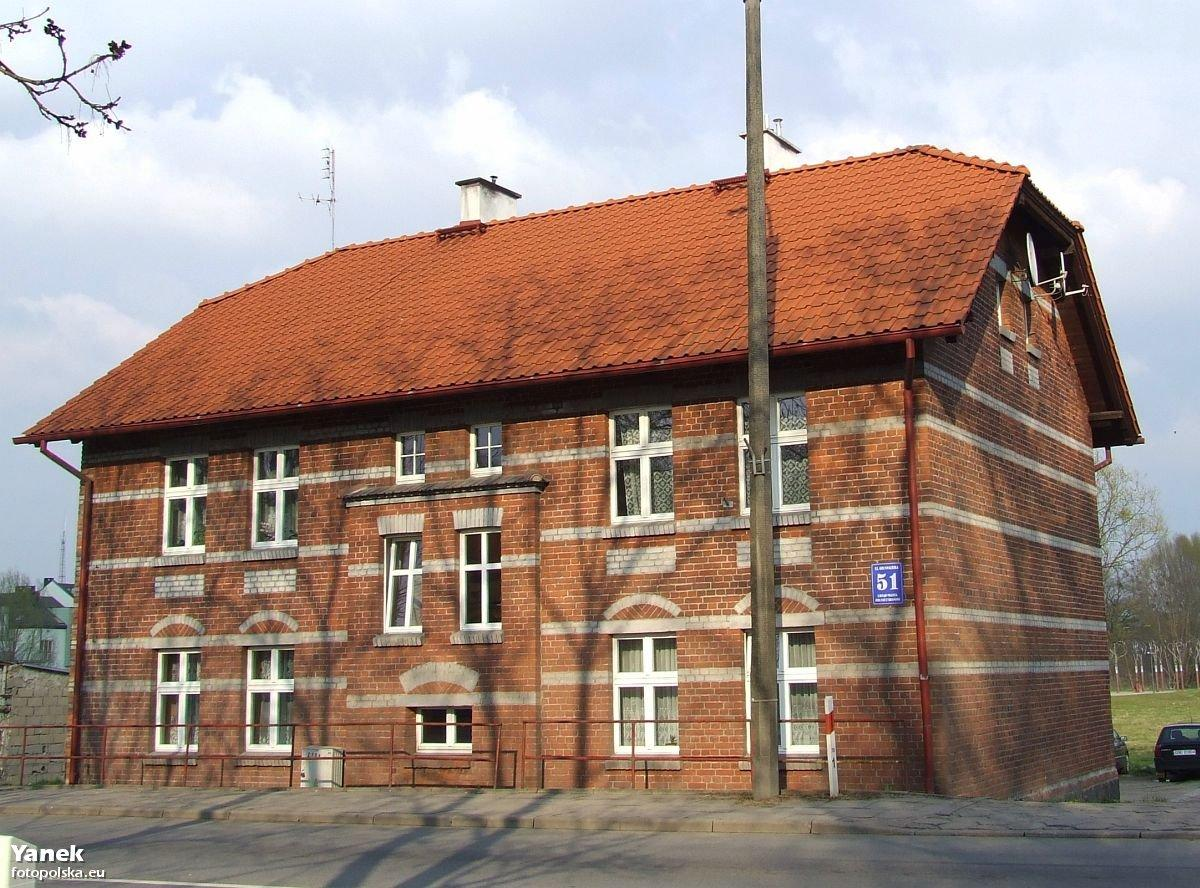

## Economia

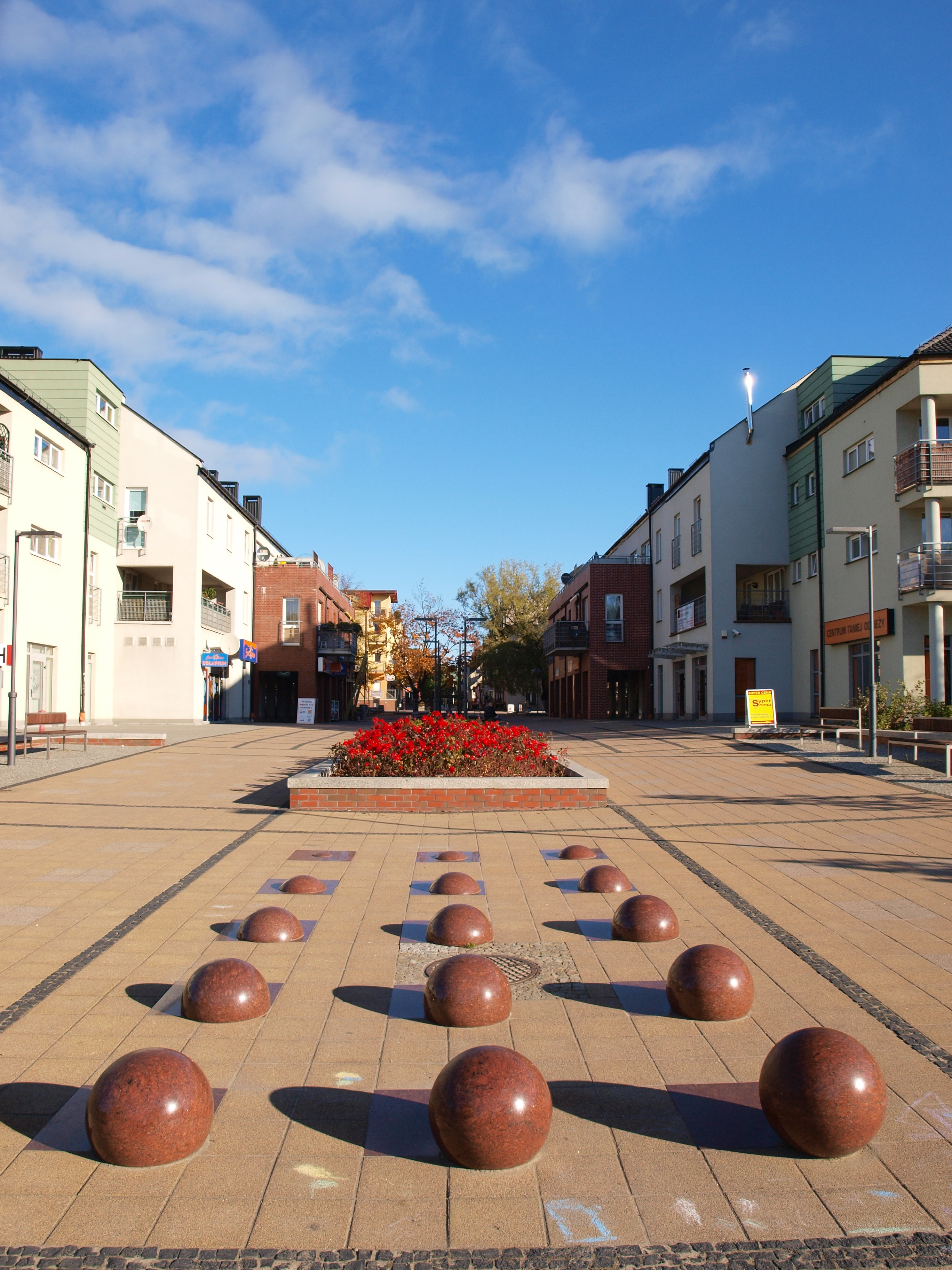
Novo Centro de Pruszcz Gdański

A autoestrada A1 e o desvio da Tricidade que começa nas proximidades são os ativos econômicos da cidade. A proximidade dessas estradas contribuiu para a criação de um distrito industrial chamado Zona de Investimento do Báltico. Empresas dos setores de eletrônicos, alimentos, armazenamento, vestuário (LPP, desde 2001; novo espaço de 2007 a 2008 e 2014–2015 (em construção)) e metal colocaram seus armazéns e instalações de produção aqui. Por sua vez, um moderno empreendimento residencial e comercial foi construído no centro da cidade, pelo qual a cidade recebeu o Prêmio Honorário da Sociedade de Planejadores Urbanos da Polônia na competição nacional para o melhor espaço público desenvolvido em 2009.
Havia uma Fazenda Estatal — a Fazenda Estatal de Horticultura Dydaktyczno-Produkcyjne Pruszcz Gdański — na cidade. A usina de açúcar local também encerrou suas operações em 2004, e suas terras (19,5 ha) foram colocadas à venda no final de 2012 por 38,8 milhões de PLN.
A construção do centro comercial Galeria Bursztynowa no centro da cidade estava planejada para começar em 2017.
Em 2018, a receita do orçamento da cidade foi de 169 milhões de zlótis, incluindo 17,3 milhões de zlótis em imposto sobre a propriedade para pessoas jurídicas, 5,6 milhões de zlótis em imposto sobre a propriedade para pessoas físicas e mais de 1,7 milhão de zlótis em imposto sobre meios de transporte. A dívida da cidade no final do ano era de cerca de 21 milhões de PLN (com o recorde de 52 milhões de PLN), e o excedente orçamentário era de mais de 6 milhões de PLN. Em 2024, o orçamento da cidade de Pruszcz Gdański ultrapassará 300 milhões de PLN.

## Transportes

### Transporte rodoviário
Pruszcz Gdański é um importante centro de transporte rodoviário. O comprimento total das estradas na cidade é de 75 km. A cidade é atravessada por estradas nacionais e provinciais:
- Estrada nacional n.º 91: Cieszyn — Gdańsk (ao mesmo tempo, em que é um trecho da rota internacional E75, nos limites da cidade, passa pela rua Grunwaldzka)
- Estrada provincial n.º 226: Przejazdowo — Horniki (nos limites da cidade, passa pela rua Kopernika, rua Chopina, rua Grunwaldzka e rua Zastawna)
- Estrada provincial n.º 227: Pruszcz Gdański — Cedry Małe (nos limites da cidade, percorre a rua Chopina e a rua Powstańców Warszawy)

No subúrbio de Pruszcz, estão localizados o desvio da Tricidade (S6) e o início da autoestrada A1. Em 16 de dezembro de 2011, o tão esperado desvio da cidade foi colocado em serviço.
A cidade está conectada a Gdansk por ônibus urbanos: 132, 200, 205, 207, 232, N5, linha sazonal 607 e linhas particulares:
- 50 Gdańsk – Tczew
- 400 Gdańsk – Starogard Gdański
- 401 Gdańsk – Skarszewy – Starogard Gdański
- 443 Gdańsk – Starogard Gdański – Skórcz
- 445 Gdańsk – Starogard Gdański – Lubichowo
- 447 Gdańsk – Starogard Gdański – Czarna Woda[54]
- 821 Gdańsk – Przejazdowo – Rusocin
- 823 Gdańsk – Rotmanka
- 825 Gdańsk – Juszkowo[55]
- 851 Gdańsk – Cedry Wielkie – Tczew
- 859 Gdańsk – Szatarpy/Trzepowo
- 861 Gdańsk – Skarszewy
- 881 Gdańsk – Tczew[56]

Os arredores da cidade são atendidos pelas linhas 821–825 e 836–838 da prefeitura de Pruszcz Gdański e pela linha 864 da Pszczółki.
Há 29 pontes na área da cidade — 12 sobre o rio Radunia, 10 sobre o canal Raduni e 7 sobre o córrego Goose. Em 2018, foram construídas mais três passarelas: na divisa da cidade com Santo Adalberto, na rua Zastawna e entre Faktoria e Juszkow, e em 2020 mais duas (no eixo da rua Nowowiejskiego e ao norte da rua Mickiewicza) para substituir estruturas mais antigas em más condições técnicas.
No final de 2014, a rua Grota-Roweckiego, construída a um custo de 6 milhões de zlótis, foi colocada em operação, permitindo que o principal cruzamento da cidade fosse contornado pelo sudeste.
Em 23 de outubro de 2021, uma frota comercial de 100 motocicletas elétricas começou a operar na cidade.

### Transporte ferroviário

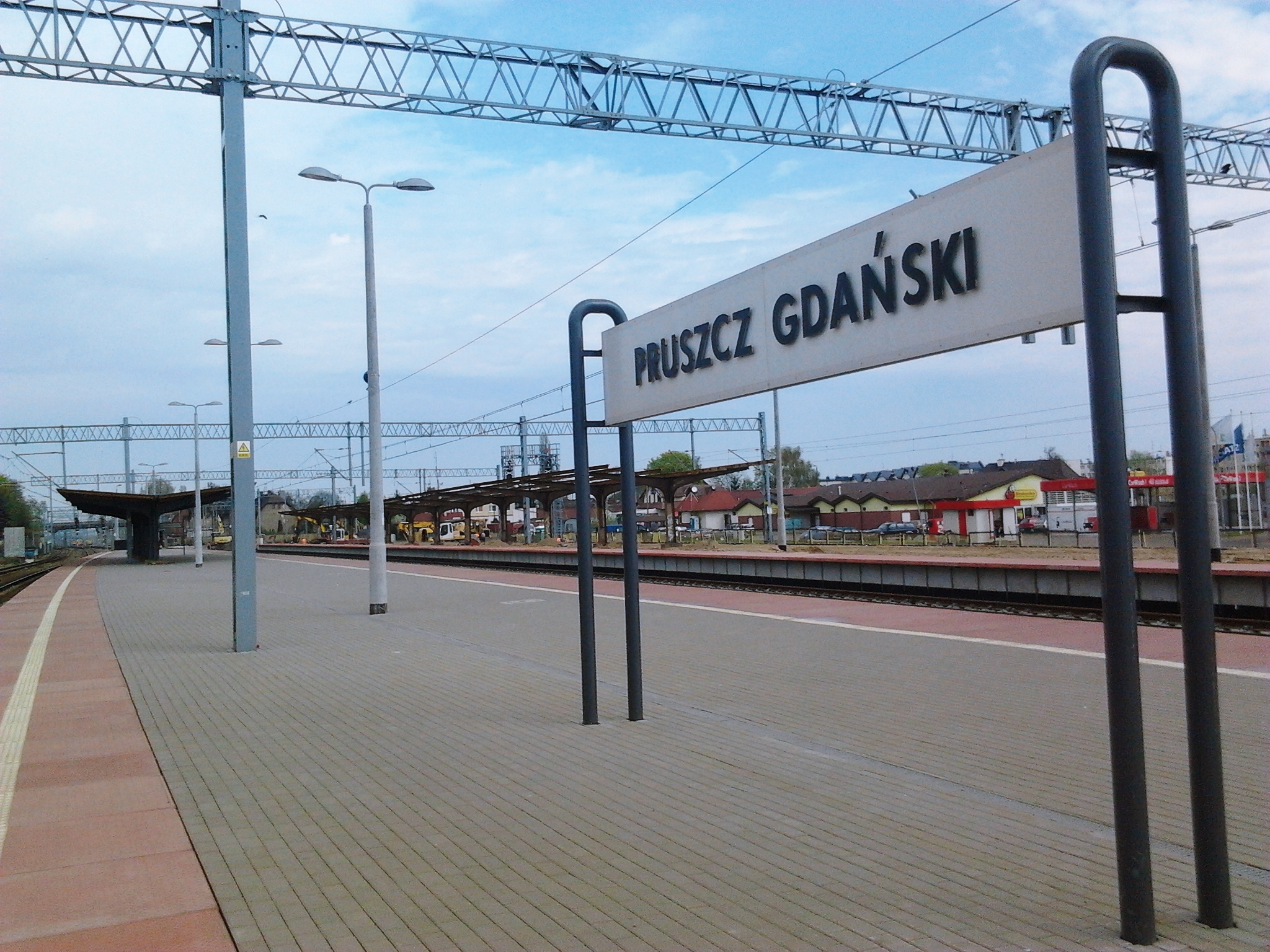
Plataforma na estação ferroviária de Pruszcz Gdański

A linha de trem n.º 9 (Varsóvia Leste — Gdańsk Główny) atravessa a cidade e começa a linha de trem n.º 229 para Łeba, agora em desuso. Até meados de dezembro de 2016, a estação Pruszcz Gdański estava (com uma pausa de meados de 2012 a março de 2014, devido à renovação da linha ferroviária que liga a Tricidade a Varsóvia) também na rota dos trens SKM da Tricidade. A cidade é uma das acionistas dessa empresa.
Entre 22 e 26 de novembro de 2021, a PKP SA demoliu a estação existente de 1994, e depois construiu uma nova estação em seu lugar.

### Transporte aéreo
Há um campo de pouso em Pruszcz onde a 49.ª Base Aérea está estacionada que foi usado pelo presidente francês Charles de Gaulle durante sua visita à Tricidade (9 de setembro de1967). Em 2013, uma pista de pouso Pruszcz-Aeroclube pertencente ao Aeroclube de Gdansk foi formalmente inaugurada ao norte da pista de concreto do aeroporto. Em 10 de abril de 2016, o hangar de 1943 localizado na rua Powstańców Warszawy foi incendiado.

## Cultura

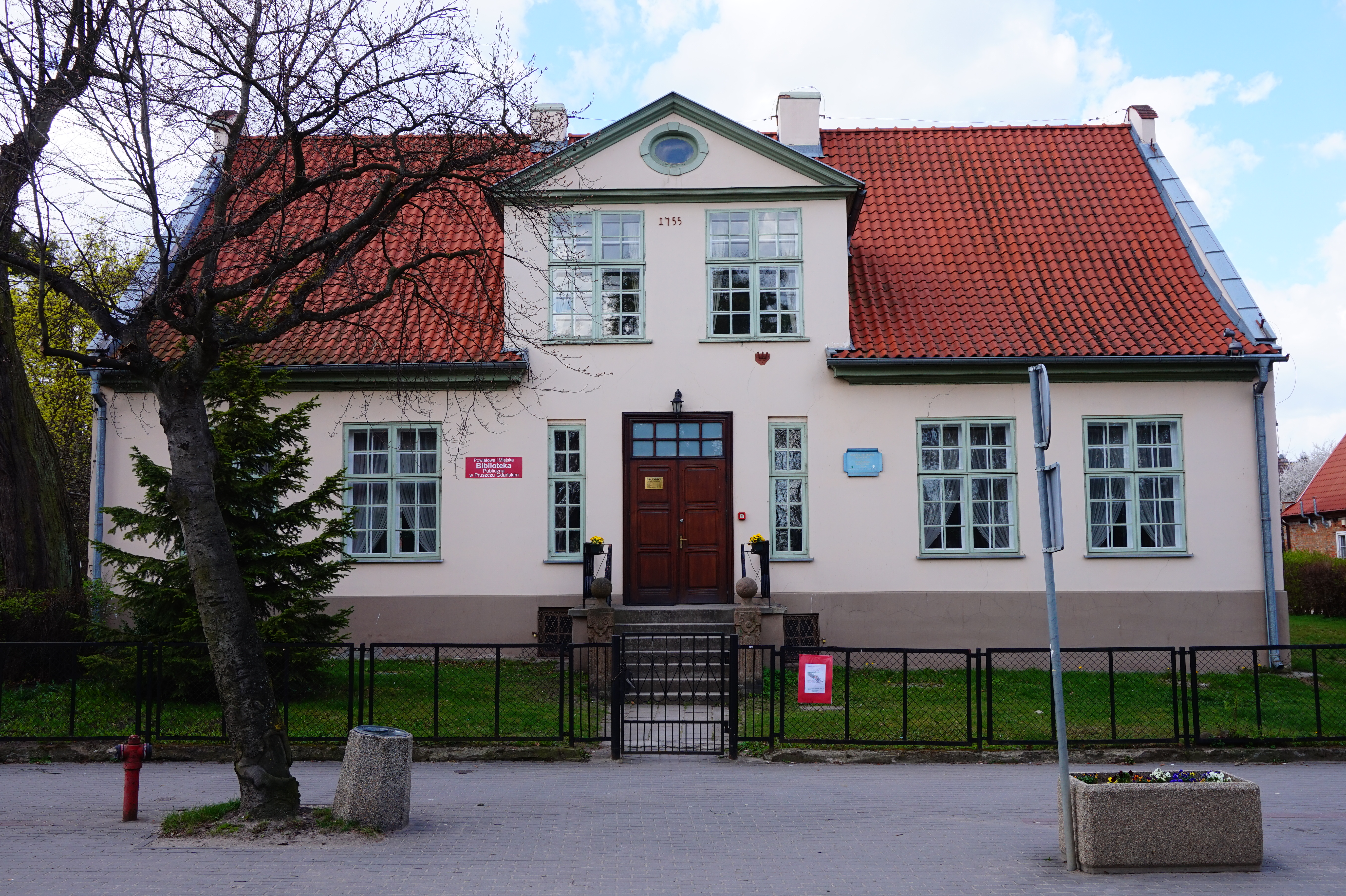
Biblioteca pública distrital e municipal

O município de Pruszcz Gdański tem uma instituição cultural autônoma — o Centro de Cultura e Esportes — em funcionamento desde 1 de dezembro de 2008, criada como resultado da fusão das tarefas do Centro Municipal de Esportes e Recreação e da Casa Municipal da Cultura. A principal tarefa do Centro é apoiar e animar as atividades culturais e esportivas de seus residentes. Pruszcz Gdański tem uma biblioteca pública distrital e municipal. As atividades culturais da biblioteca incluem reuniões com autores, festas literárias, bem como exposições, vernissages e concertos. Em março de 2013, foi criada a Orquestra Sinfônica da Cidade de Pruszcz Gdański.
Em 26 de setembro de 2018, o cinema Na Bursztynowym Szlaku foi inaugurado no edifício CKiS.

## Esporte e lazer
As seguintes seções funcionam no Centro de Cultura e Esportes em Pruszcz Gdański: dança de salão, corrida de trenó puxado por cães, líderes de torcida, modelagem, judô, bridge, canoagem, basquete, futebol, tênis de mesa, rúgbi, vôlei, xadrez e escalada. O CKiS-em coopera, entre outros, com o campeão europeu de corrida de trenós puxados por cães, Igor Tracz, e com a campeã polonesa múltipla de dança de salão, conhecida por “Dançando com as Estrelas”, Agnieszka Pomorska. Desde 1961, Pruszcz também tem um Clube Esportivo Municipal Czarni, com seções de futebol, vôlei e rúgbi.
Há uma piscina na Escola primária n.º 3. Em 2012, foi concedida uma permissão de planejamento para a construção de outra piscina com 5 raias e dimensões de 25×12,5 m (com fundo móvel com uma bacia de aço com profundidade máxima de 2 m; a mudança de profundidade ocorre a uma taxa de 30 cm/min.) e arquibancadas para 110 pessoas, uma sala de squash, sauna, academia e jacuzzi) no Complexo Escolar n.º 4 em Osiedle Wschód, que foi inaugurado em 8 de abril de 2015 (a estimativa de custo para o investimento foi de aproximadamente 25 milhões PLN, a proposta mais baixa apresentada na licitação para a construção foi de 16.916.837 PLN, enquanto a empreiteira finalmente selecionada para o investimento ofereceu 20.241.431,75 PLN; o subsídio do Ministério do Esporte foi de 5 milhões de PLN). Em 2012, um complexo esportivo foi construído na ZSO n.º 1, incluindo um campo de futebol em tamanho real com grama artificial, dois campos de handebol e um campo de vôlei e basquete (com superfície de poliuretano), além de iluminação; uma pista de atletismo tartan com quatro pistas, um salto em distância, uma quadra de tênis, arquibancadas para espectadores e um placar (custo: 3,27 milhões de PLN). Um campo multifuncional com uma pista de corrida também foi construído em 2016 no Complexo Escolar n.º 4.
Também em 2012, no início do ano, a um custo de 900 mil PLN, foi inaugurada uma pista de gelo artificial na Escola primária n.º 3, e em 2013, um campo multifuncional com uma superfície de poliuretano sintético foi construído na rua Modrzewskiego a um custo de 929 mil PLN, com um parque de condicionamento físico, quadra de tênis, pista de bocha e tobogã.
Em 2016, foi lançada uma licitação para a construção de duas piscinas externas aquecidas no rio Radunia — uma piscina de formato irregular com dimensões máximas de 20x25 m e uma piscina infantil com vestiário. As instalações deveriam ser construídas em meados de 2017 no local da piscina anterior à guerra; por fim, devido aos custos (6,6 milhões de PLN) que excederam as premissas aceitas, o projeto foi abandonado.
Na parte sul da cidade, no distrito de Komarovo, há um lago de 1,60 hectare criado durante a construção do campo de aviação durante a Segunda Guerra Mundial. A lagoa, que abriga espécies de peixes como pardelha-dos-alpes, Blicca bjoerkna, perca, pimpão, brema, alburno, tenca, Esox lucius, carpa-comum, Scardinius erythrophthalmus, Leuciscus aspius e escalo-prateado, é cuidada pelo círculo “Czapla” da Associação Polonesa de Pesca.

## Turismo
Milhares de artefatos foram encontrados durante escavações arqueológicas em Pruszcz, agora estão armazenados no Museu Arqueológico de Gdansk e atestam que, entre os séculos I e V d.C., funcionava aqui uma feitoria, que era o terminal da seção norte da Rota do Âmbar e um dos centros mais fortes do mar Báltico. O trabalho de reconstrução da feitoria, que consiste em um complexo de edifícios localizados em uma área de 1,5 hectare, foi concluído em 2011 e colocado em uso em 22 de julho de 2011 (custo de investimento: 7,8 milhões de zlótis, incluindo 4,9 milhões de zlótis de fundos da UE). Os edifícios e a disposição do assentamento se referem aos edifícios ainda não reconstruídos do lado norte de Barbaricum dos primeiros séculos d.C. O complexo consiste em: uma cabana de chefe — o edifício principal com função de exposição (apresentando exposições do Museu Arqueológico e do Museu do Âmbar em Gdańsk); um salão de mercado (exposição arqueológica e centro educacional), uma cabana de ferreiro e uma cabana de trabalhador do âmbar (apresentando o estilo de vida e as oficinas de artesãos da época da influência romana). O conjunto é cercado por uma paliçada de madeira. A factoria reconstruída é visitada por cerca de 16 mil pessoas por ano.

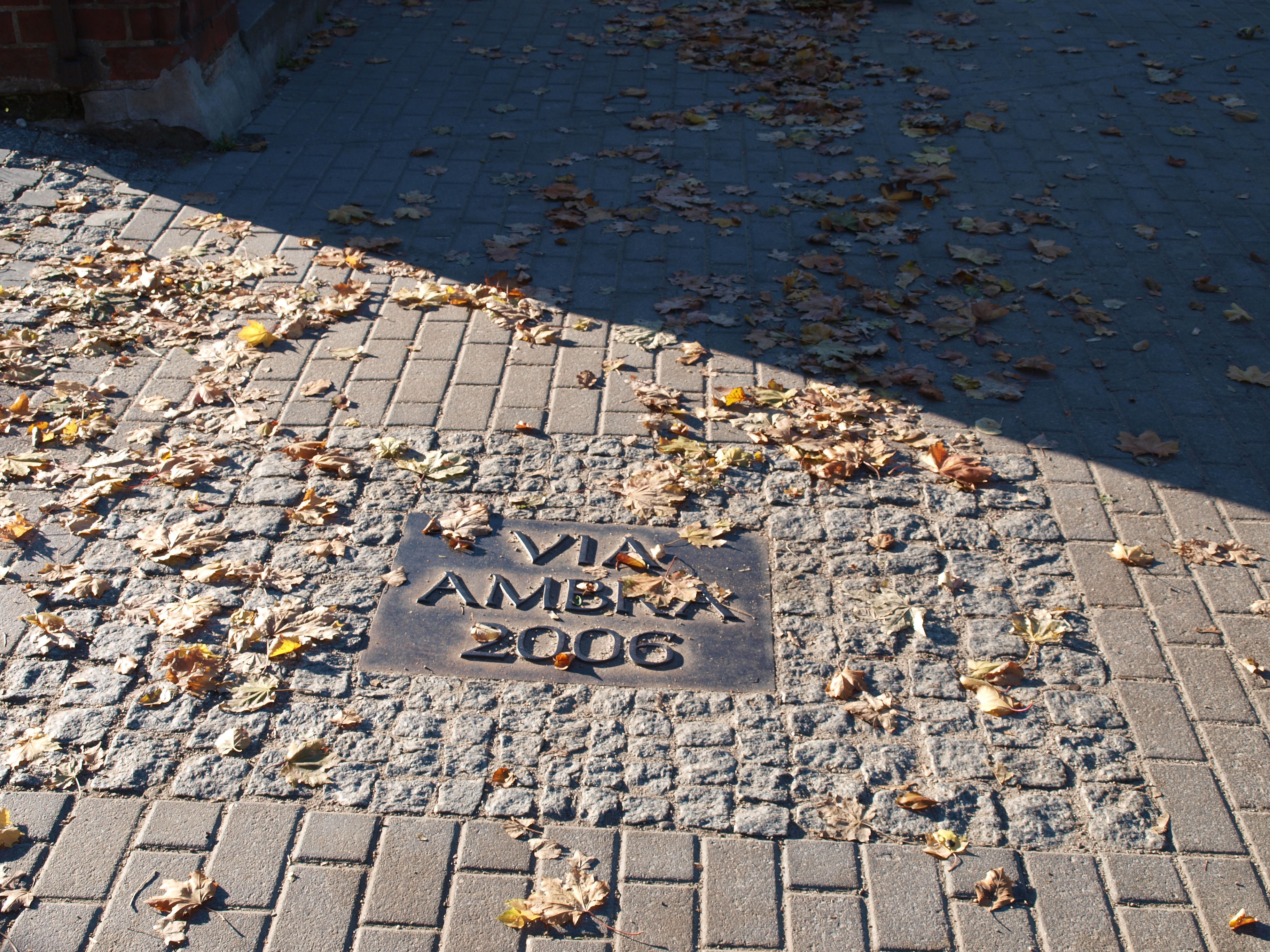
Trilha do Âmbar em Pruszcz Gdański

A feitoria reconstruída está localizada no Parque Cultural Internacional do Báltico, com 5 hectares, criado em 2007 no local de pântanos e terrenos baldios no rio Radunia. Ele possui um anfiteatro para 500 pessoas (coberto em 2016), o jardim “Quatro Estações”, um playground para crianças, um campo multiúso, um parque de skate e um tobogã. Desde 2009, como parte do festival Faktoria Kultury, o anfiteatro tem sediado apresentações teatrais (Palco de Verão do Teatro Wybrzeże) e concertos de música durante os meses de verão (em 2012, esses concertos atraíram 40.000 espectadores e, em 2013, mais de 21.000). Em 2022, as apresentações teatrais foram vistas por um recorde de 16.000 espectadores e 12.000 assistiram a concertos. A Trilha das Usinas Hidrelétricas Pré-Guerra no rio Radunia atravessa o parque.
Paralelamente à realização do Faktory, em 2006 foi criada a Via Ambra, uma rota para pedestres e bicicletas que atravessa a cidade, estilizada na Rota Âmbar existente no período de influência romana (custo: 2,62 milhões de zlótis, dos quais 1,96 milhão de zlótis de fundos da UE). Em 2011, dois caminhos didáticos foram demarcados em sua rota: a Trilha das descobertas arqueológicas de Pruszcz e a Trilha do Canal Radunia, onde foram colocados 8 painéis educativos com informações sobre a história da cidade e eventos do passado de Pruszcz e seus arredores.
Em 2013, a primeira trilha de caminhada amarela sinalizada foi demarcada na área da cidade, partindo da estação ferroviária e passando pela área das fábricas (3 km da estação) até o rio Radunia em direção a Juszkowo (5,5 km), Straszyn (8,5 km) e Kolbud (20 km). Essa é uma “Trilha Âmbar” estendida, levando originalmente de Kolbud via Bąkowo a Otomin e agora com 35,5 km de extensão.
De 1998 a 2018, o maior rali de proprietários de carros Volkswagen na Polônia (“VW Mania”) foi realizado anualmente em julho no aeroporto.

## Comunidades religiosas

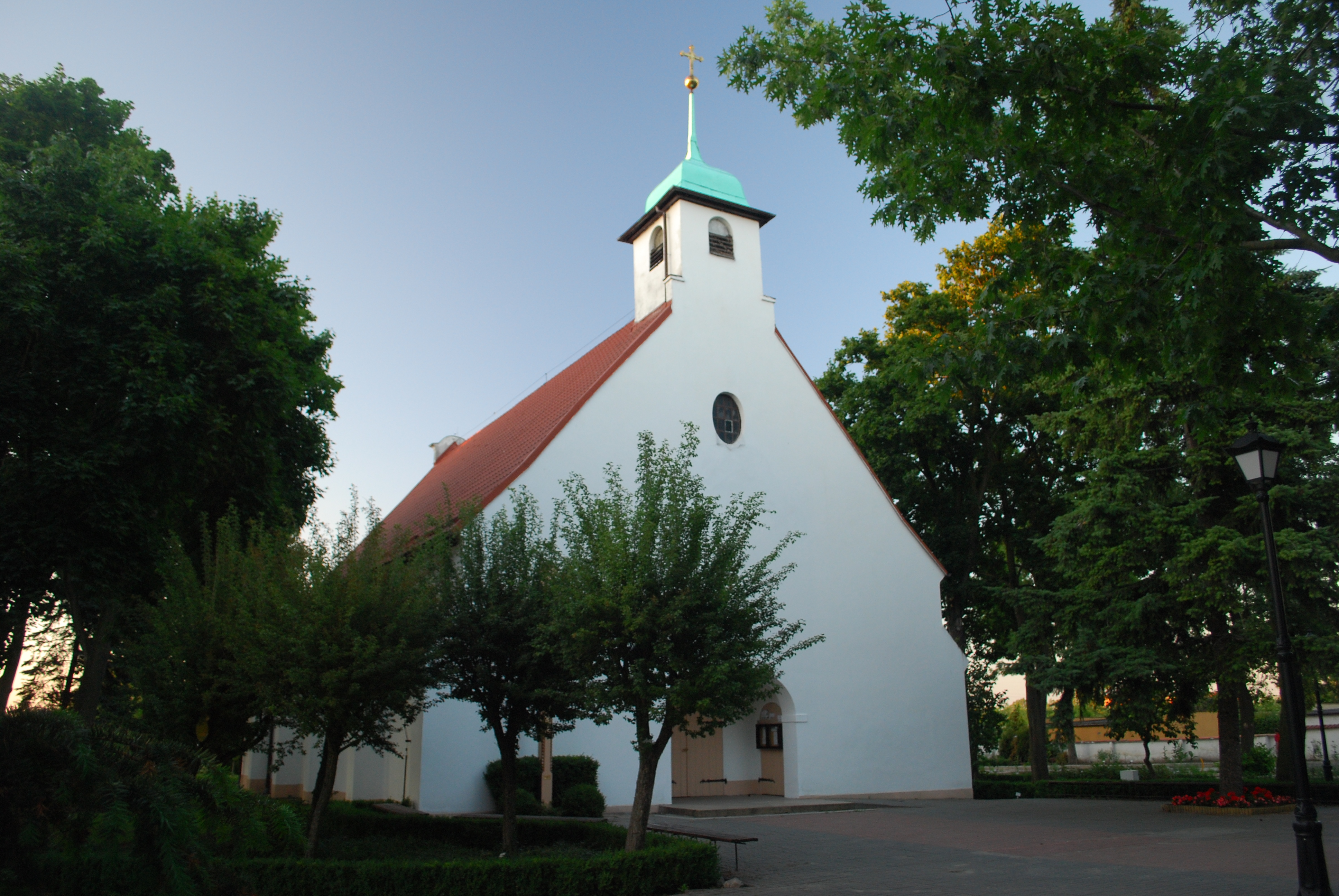
Igreja de Nossa Senhora do Perpétuo Socorro

As atividades religiosas são realizadas na cidade pela:
- Igreja Católica na Polônia:
  - Paróquia do Beato Michael Kozal BM e do Beato Padre Jerzy Popiełuszko[72]
  - Paróquia de Nossa Senhora do Perpétuo Socorro[73]
  - Paróquia da Elevação da Santa Cruz[74]
- Igreja Pentecostal
  - Igreja da “Reconciliação”[75]
- Testemunhas de Jeová
  - Duas igrejas (incluindo um grupo de língua ucraniana)
- Comunidade do Espírito de Deus[76]